# Manfred Geisler
Manfred Geisler (n. 3 martie 1941, Prusy⁠(d), Strzelin County⁠(d), Voievodatul Silezia Inferioară, Polonia) este un fotbalist ce a reprezentat Republica Democrată Germană, medaliat olimpic. A participat la o ediție a Jocurilor Olimpice (1964) în care a câștigat o medalie de bronz.

## Participări
Lista de mai jos prezintă principalele competiții la care a participat Manfred Geisler de-a lungul carierei.
- football at the 1964 Summer Olympics[*]